# Governador general
Un governador general és el representant reial d'un monarca en un o més territoris independents. El terme ha estat utilitzat amb diverses connotacions al llarg de la història en diferents regnes europeus i llurs colònies en altres continents.

## Actuals

### Commonwealth
En l'actualitat, el governador general és el representant del monarca en els territoris independents del Commonwealth que comparteixen el rei o la reina del Regne Unit. El títol es va originar de les colònies britàniques que van convertir-se en "dominis" de l'imperi Britànic, com ara l'Austràlia, el Canadà i Nova Zelanda. Des de la dècada de 1950, el títol de governador general (governor general o governor-general) es va donar a tots els representants del monarca en tots els altres països independents del Commonwealth el cap d'Estat dels quals és el monarca britànic. En aquests casos el títol i les funcions del governant colonial es van transformar en un representant constitucional del monarca en comptes d'un símbol de govern colonial.

### Iran
L'única altra nació que en l'actualitat fa ús del terme de "governador general" és l'Iran per referir-se a les autoritats provincials designades pel Ministre de l'Interior (استاندار ostāndār, en persa).

## Històrics

### El governador general a la Corona d'Aragó
El governador general va ser un càrrec creat en la Corona d'Aragó vers la meitat del segle xiv en substitució del procurador general. Era vinculat a l'hereu de la corona, al seu primogènit o, si no n'hi havia cap, a un infant. Tenia caràcter universal sobre tots els regnes que integraven la corona i la seva jurisdicció emanava de la llei i no pas per nomenament. Tenia la seva disposició una cancelleria integrada per un canceller, un vicecanceller, algutzirs i una escrivania. Va desaparèixer al començament del segle xvi, substituït pels lloctinents generals i les audiències. Com a governador general tenia al seu càrrec diversos governadors o delegats.
Com que tenia una cort pròpia, el governador general també tenia la seva pròpia Audiència del governador general, separada de l'Audiència Reial. Aquesta audiència era un òrgan únic per a tota la Corona d'Aragó i, per tant, era itinerant. Fou reformada per Ferran II com tota la resta de l'administració de justícia.

### Els governadors generals de l'Imperi Espanyol
A l'Imperi Espanyol, un governador general (gobernador general) era un càrrec de governació designat pel rei o virrei en alguna de les possessions del primer, en especial, però no exclusivament, de les capitanies generals.

### Els governadors general de les possessions franceses
El govern francès va designar diversos governadors generals (governeur general) per a administrar les seves colònies d'ultramar, en especial la Indoxina francesa (en l'actualitat Vietnam, Laos i Cambodja) i altres colònies de l'Àfrica.

### Els governadors generals del Països Baixos
De 1691 a 1948, el Regne dels Països Baixos va designar un governador general (gouverneur generaal) per a governar les Índies Orientals Neerlandeses (en l'actualitat Indonèsia). Al Carib, altres títols van ser utilitzats, tot i que a Curaçao hi va haver tres governadors generals entre el 1816 a 1820.

### Els governadors generals de les Filipines
Les Filipines van ser administrades per un governador general (gobernador general) sota la jurisdicció de l'Imperi Espanyol, i després de la Guerra hispanoamericana, el govern dels Estats Units hi van designar un (governor general) fins a la independència de les illes.